# Le Feu sacré (série télévisée)
Pour les articles homonymes, voir Le Feu sacré.
Le Feu sacré est un téléroman québécois en treize épisodes de 25 minutes diffusé entre le 27 juin et le 19 septembre 1963 à la Télévision de Radio-Canada.

## Distribution
- Guy Hoffmann : Philippe Beauchamp
- Marjolaine Hébert : Germaine Beauchamp
- Françoise Faucher : Renée Bérard
- Gilles Pelletier : Vincent Bérard
- François Rozet : Jacques Lortie
- Roger Garceau : Robert Landry
- Nini Durand : Paulette Beauchamp
- Jean-Paul Dugas : Jean Villemar
- Pascale Perrault : Dominique Simon
- Fernande Larivière : Catherine Germain
- Luc Durand : Roger Garneau
- Claude Jutra : rôle inconnu
- Michel Noël : garçon

## Fiche technique
- Scénarisation : Pierre Dagenais
- Réalisation : Jean Faucher et Jean-Paul Fugère
- Société de production : Société Radio-Canada